# Madge Adam
Madge Gertrude Adam FRAS (6 de março de 1912 — 25 de agosto de 2001) foi uma astrônoma solar inglesa.
Foi "internacionalmente conhecida por seu trabalho sobre a natureza das manchas solares e seus campos magnéticos." Foi lecturer da Universidade de Oxford no Departamento de Astrofísica, de 1937 a 1979.